# Hydrocotyle hydrophila
Hydrocotyle hydrophila är en växtart i släktet Hydrocotyle och familjen araliaväxter.
Arten är en perenn ört som förekommer i Nya Zeeland. Den beskrevs av Donald Petrie 1891.